# 獅子坑國家公園
10°45′09″N 0°09′33″E / 10.752366°N 0.159073°E
獅子坑國家公園是多哥的國家公園，位於該國北部草原區，成立於1954年，面積16.5平方公里，在1970年代和1980年代有大群非洲象棲息，但數量其後下降到幾乎為零。